# Administrativní dělení Beninu

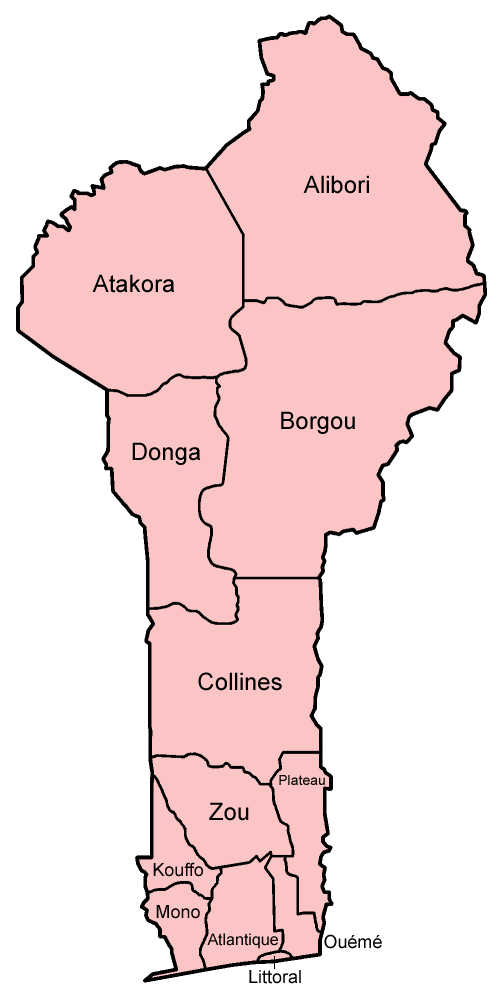
Departementy v Beninu

Benin se dělí na 12 departementů (fr. département) a na 77 obcí (fr. commune). 
| Departement | Hlavní město | Obyvatelstvo (2013) | Rozloha (km²) |
| ----------- | ------------ | ------------------- | ------------- |
| Alibori     | Kandi        | 868 046             | 26 242        |
| Atakira     | Natitingou   | 769 337             | 20 499        |
| Atlantique  | Ouidah       | 1 396 548           | 3 233         |
| Borgou      | Parakou      | 1 202 095           | 25 856        |
| Collines    | Savalou      | 716 558             | 13 931        |
| Kuoffo      | Dogbo-Tota   | 741 895             | 2 404         |
| Donga       | Djougou      | 542 605             | 11 126        |
| Littoral    | Cotonou      | 678 874             | 79            |
| Mono        | Lokossa      | 495 307             | 1 605         |
| Ouémé       | Porto-Novo   | 1 096 850           | 1 281         |
| Plateau     | Sakete       | 624 146             | 3 264         |
| Zou         | Abomey       | 851 623             | 5 243         |